# A Heartland epizódjainak listája
Ez a cikk a Heartland című sorozat epizódjait listázza.

## Évados áttekintés
| Évad | Évad | Epizódok | Eredeti sugárzás     | Eredeti sugárzás   | Eredeti adó |
| Évad | Évad | Epizódok | Évadpremier          | Évadfinálé         | Eredeti adó |
| ---- | ---- | -------- | -------------------- | ------------------ | ----------- |
|      | 1    | 13       | 2007. október 14.    | 2008. február 24.  |             |
|      | 2    | 18       | 2008. október 5.     | 2009. március 22.  |             |
|      | 3    | 18       | 2009. október 4.     | 2010. március 28.  |             |
|      | 4    | 18       | 2010. szeptember 26. | 2011. március 27.  |             |
|      | 5    | 18       | 2011. szeptember 18. | 2012. március 25.  |             |
|      | 6    | 18       | 2012. szeptember 16. | 2013. április 7.   |             |
|      | 7    | 18       | 2013. október 6.     | 2014. április 13.  |             |
|      | 8    | 18       | 2014. szeptember 28. | 2015. március 29.  |             |
|      | 9    | 18       | 2015. október 4.     | 2016. március 20.  |             |
|      | 10   | 18       | 2016. október 2.     | 2017. március 26.  |             |
|      | 11   | 18       | 2017. szeptember 24. | 2018. április 8.   |             |
|      | 12   | 11       | 2019. január 6.      | 2019. április 7.   |             |
|      | 13   | 10       | 2019. szeptember 22. | 2019. november 24. |             |
|      | 14   | 10       | 2021. január 10.     | 2021. március 21.  |             |
|      | 15   | 10       | 2021. október 17.    | 2021. december 19. |             |
|      | 16   | 15       | 2022. október 2.     | 2023. február 5.   |             |
|      | 17   | 10       | 2023. október 1.     | 2023. december 3.  |             |
|      | 18   | 10       | 2024. október 6.     | 2024. december 8.  |             |

## 1. évad (2007-2008)
| Sor. | Év. | Cím                                        | Rendező                      | Író                          | Premier                                |
| ---- | --- | ------------------------------------------ | ---------------------------- | ---------------------------- | -------------------------------------- |
| 1.   | 1.  | Hazatérés (Coming Home)                    | Ron Murphy                   | Leila Basen és David Preston | 2007. október 14. 2012. szeptember 17. |
| 2.   | 2.  | A vihar után (After the Storm)             | Ron Murphy                   | Heather Conkie               | 2007. október 21. 2012. szeptember 18. |
| 3.   | 3.  | Szabadulás (Breaking Free)                 | Ron Murphy                   | Heather Conkie               | 2007. október 28. 2012. szeptember 19. |
| 4.   | 4.  | Új esély (Taking Chances)                  | Steve DiMarco                | Leila Basen és David Preston | 2007. november 4. 2012. szeptember 20. |
| 5.   | 5.  | Ember tervez... (The Best Laid Plans)      | Steve DiMarco                | Heather Conkie               | 2007. december 2. 2012. szeptember 21. |
| 6.   | 6.  | Egy különös ló (One Trick Pony)            | Leila Basen és David Preston | Don McBrearty                | 2007. december 9. 2012. szeptember 24. |
| 7.   | 7.  | Jöjjön, aminek jönnie kell (Come What May) | Don McBrearty                | Leila Basen és David Preston | 2008. január 6. 2012. szeptember 25.   |
| 8.   | 8.  | Ki a sötétből (Out of the Darkness)        | Don McBrearty                | Heather Conkie               | 2008. január 13. 2012. szeptember 26.  |
| 9.   | 9.  | Szellemek a múltból (Ghost from the Past)  | Don McBrearty                | Leila Basen és David Preston | 2008. január 20. 2012. szeptember 27.  |
| 10.  | 10. | Szabadnak születtek (Born to Run)          | Ron Murphy                   | Leila Basen és David Preston | 2008. február 3. 2012. szeptember 28.  |
| 11.  | 11. | A vér nem válik vízzé (Thicker Than Water) | Ron Murphy                   | Leila Basen és David Preston | 2008. február 10. 2012. október 1.     |
| 12.  | 12. | Semmi sem tart örökké (Nothing endures)    | Don McBrearty                | Heather Conkie               | 2008. február 17. 2012. október 2.     |
| 13.  | 13. | A szálak összefutnak (Coming Together)     | Don McBrearty                | Heather Conkie               | 2008. február 24. 2012. október 3.     |

## 2. évad (2008-2009)
| Sor. | Év. | Cím                                         | Rendező         | Író                          | Premier                              |
| ---- | --- | ------------------------------------------- | --------------- | ---------------------------- | ------------------------------------ |
| 14.  | 1.  | A szellemló (Ghost Horse)                   | T. W. Peacocke  | Heather Conkie               | 2008. október 5. 2012. október 4.    |
| 15.  | 2.  | Engedd szabadon (Letting Go)                | T. W. Peacocke  | Leila Basen és David Preston | 2008. október 12. 2012. október 5.   |
| 16.  | 3.  | Ajándék ló (Gift Horse)                     | Ron Murphy      | Leila Basen és David Preston | 2008. október 19. 2012. október 8.   |
| 17.  | 4.  | Tánc a sötétben (Dancing in the Dark)       | Ron Murphy      | Heather Conkie               | 2008. október 26. 2012. október 9.   |
| 18.  | 5.  | New York-i lányok (Corporate Cowgirls)      | Tim Southam     | Heather Conkie               | 2008. november 2. 2012. október 10.  |
| 19.  | 6.  | Makacs öszvérek (Holding Fast)              | Tim Southam     | Susin Nielsen                | 2008. november 9. 2012. október 11.  |
| 20.  | 7.  | A rodeó üdvöskéje (Sweetheart of the Rodeo) | Steve DiMarco   | Leila Basen és David Preston | 2008. november 16. 2012. október 12. |
| 21.  | 8.  | Nyárutó (Summer's End)                      | Don McBrearty   | Heather Conkie               | 2008. november 30. 2012. október 15. |
| 22.  | 9.  | Az összecsapás (Showdown!)                  | Sudz Sutherland | Leila Basen és David Preston | 2008. december 7. 2012. október 16.  |
| 23.  | 10. | Igaz, ami igaz (True Enough)                | Sudz Sutherland | Heather Conkie               | 2009. január 4. 2012. október 17.    |
| 24.  | 11. | A híres vendég (Starstruck!)                | Dean Bennett    | Leila Basen és David Preston | 2009. január 11. 2012. október 18.   |
| 25.  | 12. | Válóok (Divorce Horse)                      | Dean Bennett    | Heather Conkie               | 2009. január 18. 2012. október 18.   |
| 26.  | 13. | Törésvonalak (Seismic Shifts)               | T. W. Peacocke  | Susin Nielsen                | 2009. február 8. 2012. október 19.   |
| 27.  | 14. | Küzdj, vagy halj meg! (Do or Die)           | T. W. Peacocke  | Mark Haroun                  | 2009. február 15. 2012. október 24.  |
| 28.  | 15. | A sötét ló (Dark Horse)                     | Dean Bennett    | Leila Basen és David Preston | 2009. március 1. 2012. október 25.   |
| 29.  | 16. | Kötelékek (The Ties That Bind)              | Dean Bennett    | Penny Gummerson              | 2009. március 8. 2012. október 26.   |
| 30.  | 17. | Visszatérés (Full Circle)                   | Don McBrearty   | Penny Gummerson              | 2009. március 15. 2012. október 29.  |
| 31.  | 18. | Lépésről lépésre (Step By Step)             | Don McBrearty   | Heather Conkie               | 2009. március 22. 2012. október 30.  |

## 3. évad (2009-2010)
| Sor. | Év. | Cím                                                   | Rendező        | Író                          | Premier                               |
| ---- | --- | ----------------------------------------------------- | -------------- | ---------------------------- | ------------------------------------- |
| 32.  | 1.  | Csoda (Miracle)                                       | Steve DiMarco  | Heather Conkie               | 2009. október 4. 2012. október 31.    |
| 33.  | 2.  | Apró titkok (Little Secrets)                          | Steve DiMarco  | Leila Basen és David Preston | 2009. október 11. 2012. november 5.   |
| 34.  | 3.  | Az ember legjobb barátja (Man's Best Friend)          | Dean Bennett   | Heather Conkie               | 2009. október 18. 2012. november 6.   |
| 35.  | 4.  | A kísértetjárta istálló (The Haunting of Hanley Barn) | Dean Bennett   | Mark Haroun                  | 2009. október 25. 2012. november 7.   |
| 36.  | 5.  | A dicső múlt (Glory Days)                             | Don McBrearty  | Leila Basen és David Preston | 2009. november 1. 2012. november 8.   |
| 37.  | 6.  | Szaporodó gondok (Growing Pains)                      | Don McBrearty  | Susin Nielsen                | 2009. november 8. 2012. november 9.   |
| 38.  | 7.  | Az indítókapu (The Starting Gate)                     | Grant Harvey   | David Moses                  | 2009. november 15. 2012. november 12. |
| 39.  | 8.  | A versengés (The Fix)                                 | Grant Harvey   | Penny Gummerson              | 2009. november 22. 2012. november 13. |
| 40.  | 9.  | Fájdalom (Broken Arrow)                               | Ron Murphy     | Leila Basen és David Preston | 2009. december 6. 2012. november 14.  |
| 41.  | 10. | A farkas (Eye of the Wolf)                            | Ron Murphy     | Heather Conkie               | 2010. január 3. 2012. november 15.    |
| 42.  | 11. | Kifogtuk és visszadobtuk (Catch and Release)          | T. W. Peacocke | Mark Haroun                  | 2010. január 10. 2012. november 19.   |
| 43.  | 12. | A számvetés (The Reckoning)                           | T. W. Peacocke | Penny Gummerson              | 2010. január 17. 2012. november 20.   |
| 44.  | 13. | Karantén (Quarantine)                                 | Grant Harvey   | Ken Craw                     | 2010. január 24. 2012. november 21.   |
| 45.  | 14. | Val visszatér (The Happy List)                        | Chris Potter   | Heather Conkie               | 2010. január 31. 2012. november 22.   |
| 46.  | 15. | Még egy esély (Second Chances)                        | Dean Bennett   | Susin Nielsen                | 2010. március 7. 2012. november 23.   |
| 47.  | 16. | Rossz úton (Spin Out)                                 | Dean Bennett   | Leila Basen és David Preston | 2010. március 14. 2012. november 26.  |
| 48.  | 17. | Tűzkarika (Ring of Fire)                              | Steve DiMarco  | Leila Basen és David Preston | 2010. március 21. 2012. november 27.  |
| 49.  | 18. | Mit mond a kártya? (In The Cards)                     | Steve DiMarco  | Heather Conkie               | 2010. március 28. 2012. november 28.  |

## 4. évad (2010-2011)
| Sor. | Év. | Cím                                          | Rendező           | Író                                                                                  | Premier              |
| ---- | --- | -------------------------------------------- | ----------------- | ------------------------------------------------------------------------------------ | -------------------- |
| 50.  | 1.  | A hazatérés (Homecoming)                     | Grant Harvey      | Heather Conkie                                                                       | 2010. szeptember 26. |
| 51.  | 2.  | Mi lesz az álmokból (What Dreams May Become) | Grant Harvey      | Ken Craw                                                                             | 2010. október 3.     |
| 52.  | 3.  | Mi vár ránk? (Road Curves)                   | Dean Bennett      | Heather Conkie                                                                       | 2010. október 10.    |
| 53.  | 4.  | A végzősök (Graduation)                      | Dean Bennett      | Mark Haroun                                                                          | 2010. október 17.    |
| 54.  | 5.  | Hol az igazság? (Where The Truth Lies)       | John Fawcett      | Susin Nielsen                                                                        | 2010. október 24.    |
| 55.  | 6.  | Tétre, helyre, befutóra (Win, Place or Show) | John Fawcett      | Leila Basen és David Preston                                                         | 2010. november 7.    |
| 56.  | 7.  | Jackpot (Jackpot!)                           | T. W. Peacocke    | Leila Basen és David Preston                                                         | 2010. november 14.   |
| 57.  | 8.  | Egy szép napon (One Day)                     | T. W. Peacocke    | Mark Haroun                                                                          | 2010. november 21.   |
| 58.  | 9.  | Hős helyi viszonylatban (Local Hero)         | Grant Harvey      | Leila Basen és David Preston                                                         | 2010. december 5.    |
| 59.  | 10. | Hangulathullámzások (Mood Swings)            | Grant Harvey      | Heather Conkie                                                                       | 2011. január 2.      |
| 60.  | 11. | Családi ügyek (Family Business)              | Francis Damberger | Ken Craw                                                                             | 2011. január 9.      |
| 61.  | 12. | Az elfeledett dal (Lost Song)                | Francis Damberger | Heather Conkie                                                                       | 2011. január 16.     |
| 62.  | 13. | A hazaút (The Road Home)                     | Eleanore Lindo    | Mark Haroun                                                                          | 2011. január 23.     |
| 63.  | 14. | Merész ugrás (Leap of Faith)                 | Eleanore Lindo    | Andrew Wreggitt                                                                      | 2011. február 13.    |
| 64.  | 15. | Bizalomhiány (The River)                     | Chris Potter      | Leila Basen és David Preston                                                         | 2011. február 27.    |
| 65.  | 16. | Soha ne add fel! (Never Surrender)           | Chris Potter      | Történet: Will Pascoe Tévéjáték: Leila Basen, Ken Craw, Mark Haroun és David Preston | 2011. március 6.     |
| 66.  | 17. | Ég a ház (Burning Down the House)            | Dean Bennett      | Leila Basen és David Preston                                                         | 2011. március 13.    |
| 67.  | 18. | Kapcsolatok (Passages)                       | Dean Bennett      | Heather Conkie                                                                       | 2011. március 27.    |

## Tévéfilm (2010)
| #  | Cím                               | Rendező      | Író            | Premier            | Nézettség   |
| -- | --------------------------------- | ------------ | -------------- | ------------------ | ----------- |
| 1. | Karácsony (A Heartland Christmas) | Dean Bennett | Heather Conkie | 2010. december 12. | 1,40 millió |

## 5. évad (2011-2012)
| Sor. | Év. | Cím                                                   | Rendező      | Író                               | Premier              |
| ---- | --- | ----------------------------------------------------- | ------------ | --------------------------------- | -------------------- |
| 68.  | 1.  | A szabadság szelleme (Finding Freedom)                | John Fawcett | Heather Conkie                    | 2011. szeptember 18. |
| 69.  | 2.  | Menekülés az éjszakába (Something In The Night)       | John Fawcett | David Preston                     | 2011. szeptember 25. |
| 70.  | 3.  | A névadó ünnepség (What's In a Name?)                 | Grant Harvey | Leia Basen                        | 2011. október 2.     |
| 71.  | 4.  | Fél mérföld a pokolban (Beyond Hell's Half Mile)      | Grant Harvey | Ken Craw                          | 2011. október 16.    |
| 72.  | 5.  | Ne mondj le róla! (Never Let Go)                      | Dean Bennett | Ken Craw                          | 2011. október 23.    |
| 73.  | 6.  | Csúszós lépcső (The Slippery Slope)                   | Dean Bennett | Heather Conkie                    | 2011. október 30.    |
| 74.  | 7.  | A messzeség (Over the Rise)                           | Tina Grewal  | Ken Craw                          | 2011. november 13.   |
| 75.  | 8.  | Semmi sem biztos (Nothing for Granted)                | Tina Grewal  | Mark Haroun                       | 2011. november 20.   |
| 76.  | 9.  | Akció! (Cover Me)                                     | Grant Harvey | Leila Basen & David Preston       | 2011. december 4.    |
| 77.  | 10. | Bizalom (Trust)                                       | Grant Harvey | Heather Conkie                    | 2012. január 8.      |
| 78.  | 11. | Bolondok aranya (Fool's Gold)                         | Dean Bennett | Mark Haroun                       | 2012. január 15.     |
| 79.  | 12. | Út a semmibe (Road to Nowhere)                        | Dean Bennett | Ken Craw                          | 2012. január 22.     |
| 80.  | 13. | Az utóhatás (Aftermath)                               | Chris Porter | Leila Basen                       | 2012. február 12.    |
| 81.  | 14. | Álmok kergetése (Working On A Dream)                  | Chris Porter | David Preston                     | 2012. február 26.    |
| 82.  | 15. | Összeroskad, újjáépül (Breaking Down and Building Up) | Grant Harvey | Heather Conkie                    | 2012. március 4.     |
| 83.  | 16. | Vadlovak (Wild Horses)                                | Grant Harvey | Jessalyn Coombe & Andrew Wreggitt | 2012. március 11.    |
| 84.  | 17. | Az őrangyal (True Calling)                            | Dean Bennett | Mark Haroun                       | 2012. március 18.    |
| 85.  | 18. | Gyertyák a szélben (Candles in the Wind)              | Dean Bennett | Heather Conkie                    | 2012. március 25.    |

## 6. évad (2012-2013)
| Sor. | Év. | Cím                                                | Rendező          | Író            | Premier                              |
| ---- | --- | -------------------------------------------------- | ---------------- | -------------- | ------------------------------------ |
| 86.  | 1.  | A szökevény (Running Against the Wind)             | Stefan Scaini    | Heather Conkie | 2012. szeptember 16. 2014. június 2. |
| 87.  | 2.  | Mélyponton innen és túl (Crossed Signals)          | Stefan Scaini    | Heather Conkie | 2012. szeptember 23. 2014. június 3. |
| 88.  | 3.  | A látszat (Keeping Up Appearances)                 | Dean Bennett     | Ken Craw       | 2012. szeptember 30. 2014. június 4. |
| 89.  | 4.  | Született tehetség (The Natural)                   | Dean Bennett     | Leila Basen    | 2012. október 7. 2014. június 5.     |
| 90.  | 5.  | Próbaidő (Trial Run)                               | Grant Harvey     | David Preston  | 2012. október 28. 2014. június 10.   |
| 91.  | 6.  | Segítő kéz (Helping Hands)                         | Grant Harvey     | Mark Haroun    | 2012. november 4. 2014. június 11.   |
| 92.  | 7.  | Élet úton (Life is a Highway)                      | Jim Donovan      | Leila Basen    | 2012. november 11. 2014. június 12.  |
| 93.  | 8.  | Helyesen cselekedni (Do The Right Thing)           | Jim Donovan      | Mark Haroun    | 2012. december 2. 2014. június 13.   |
| 94.  | 9.  | Nagy várakozások (Great Expectations)              | Dean Bennett     | Heather Conkie | 2012. december 9. 2014. június 16.   |
| 95.  | 10. | Hosszú az út (The Road Ahead)                      | Dean Bennett     | Heather Conkie | 2013. január 6. 2014. június 17.     |
| 96.  | 11. | Érzelmi zsarolás (Blowing Smoke)                   | T. W. Peacocke   | Ken Craw       | 2013. január 13. 2014. június 18.    |
| 97.  | 12. | Játék a tűzzel (Playing With Fire)                 | T. W. Peacocke   | David Preston  | 2013. január 20. 2014. június 19.    |
| 98.  | 13. | Mit hoz a holnap? (Waiting For Tomorrow)           | Chris Potter     | Leila Basen    | 2013. február 10. 2014. június 20.   |
| 99.  | 14. | Örökre vége (Lost and Gone Forever)                | Chris Potter     | David Preston  | 2013. február 17. 2014. június 23.   |
| 100. | 15. | Annyi nehézség után (After All We've Been Through) | Stephen Reynolds | Mark Haroun    | 2013. március 3. 2014. június 24.    |
| 101. | 16. | Makacsnak született (Born to Buck)                 | Stephen Reynolds | Ken Craw       | 2013. március 24. 2014. június 25.   |
| 102. | 17. | Töréspont (Breaking Point)                         | Dean Bennett     | Mark Haroun    | 2013. március 31. 2014. június 26.   |
| 103. | 18. | Nyomás alatt (Under Pressure)                      | Dean Bennett     | Heather Conkie | 2013. április 7. 2014. június 27.    |

## 7. évad (2013-2014)
| Sor. | Év. | Cím                                                  | Rendező          | Író                 | Premier            |
| ---- | --- | ---------------------------------------------------- | ---------------- | ------------------- | ------------------ |
| 104. | 1.  | Jack hazatér (Picking Up the Pieces)                 | David Frazee     | Heather Conkie      | 2013. október 6.   |
| 105. | 2.  | Haladni a korral (Living in the Moment)              | David Frazee     | Heather Conkie      | 2013. október 13.  |
| 106. | 3.  | Bontásra ítélve (Wrecking Ball)                      | Stefan Scaini    | Leila Basen         | 2013. október 20.  |
| 107. | 4.  | Leesik a tantusz (The Penny Drops)                   | Stefan Scaini    | David Preston       | 2013. október 27.  |
| 108. | 5.  | Tű a szénakazalban (Thread the Needle)               | Jim Donovan      | Ken Craw            | 2013. november 3.  |
| 109. | 6.  | Most vagy soha (Now or Never)                        | Jim Donovan      | Mark Haroun         | 2013. november 10. |
| 110. | 7.  | Leszel a tanúm? (Best Man)                           | Chris Potter     | Mark Haroun         | 2013. november 17. |
| 111. | 8.  | Nagyágyú (Hotshot)                                   | Chris Potter     | David Preston       | 2013. december 1.  |
| 112. | 9.  | Nagy lehetőségek (There but for Fortune)             | Dean Bennett     | Heather Conkie      | 2013. december 8.  |
| 113. | 10. | Sötétség és világosság (Darkness and Light)          | Dean Bennett     | Heather Conkie      | 2014. január 12.   |
| 114. | 11. | Szebb napok (Better Days)                            | Stephen Reynolds | Leila Basen         | 2014. január 19.   |
| 115. | 12. | Díszlépés (Walking Tall)                             | Stephen Reynolds | Katherine Schlemmer | 2014. január 26.   |
| 116. | 13. | Új utakon (Lost Highway)                             | Eleanore Lindo   | David Preston       | 2014. március 9.   |
| 117. | 14. | Elveszettnek hitt értékek (Things We Lost)           | Eleanore Lindo   | Mark Haroun         | 2014. március 16.  |
| 118. | 15. | A nagy Varázsló (Smoke 'n' Mirrors)                  | Grant Harvey     | Leila Basen         | 2014. március 23.  |
| 119. | 16. | A nagy visszatérés (The Comeback Kid)                | Grant Harvey     | Pamela Pinch        | 2014. március 30.  |
| 120. | 17. | Borotvaélen (On the Line)                            | Dean Bennett     | Mark Haroun         | 2014. április 6.   |
| 121. | 18. | Vigyázz, mit kívánsz! (Be Careful What You Wish For) | Dean Bennett     | Heather Conkie      | 2014. április 13.  |

## 8. évad (2014-2015)
| Sor. | Év. | Cím                                        | Rendező        | Író            | Premier                                |
| ---- | --- | ------------------------------------------ | -------------- | -------------- | -------------------------------------- |
| 122. | 1.  | Otthon, édes otthon (There and Back Again) | Stefan Scaini  | Heather Conkie | 2014. szeptember 28. 2017. április 18. |
| 123. | 2.  | A nagy vörös fal (The Big Red Wall)        | Stefan Scaini  | David Preston  | 2014. október 5. 2017. április 19.     |
| 124. | 3.  | Elszakított kötelékek (Severed Ties)       | Bruce McDonald | Ken Craw       | 2014. október 12. 2017. április 19.    |
| 125. | 4.  | Titkok és hazugságok (Secrets and Lies)    | David Preston  | Heather Conkie | 2014. október 19. 2017. április 20.    |
| 126. | 5.  | Kezdetek és végek (Endings and Beginnings) | Anne Wheeler   | Leila Basen    | 2014. október 26. 2017. április 20.    |
| 127. | 6.  | Még mindig távol (Steal Away)              | Anne Wheeler   | Pamela Pinch   | 2014. november 2. 2017. április 21.    |
| 128. | 7.  | Makacsság (Walk a Mile)                    | Chris Potter   | Mark Haroun    | 2014. november 9. 2017. április 21.    |
| 129. | 8.  | Családfa (The Family Tree)                 | Chris Potter   | David Preston  | 2014. november 23. 2017. április 24.   |
| 130. | 9.  | Gyérítés (The Pike River Cull)             | Dean Bennett   | Heather Conkie | 2014. december 7. 2017. április 24.    |
| 131. | 10. | A folyó lelke (The Heart of a River)       | Dean Bennett   | Heather Conkie | 2015. január 11. 2017. április 25.     |
| 132. | 11. | Csendestárs (The Silent Partner)           | Gail Harvey    | David Preston  | 2015. január 18. 2017. április 25.     |
| 133. | 12. | Összetört szív (Broken Heartland)          | Gail Harvey    | Mark Haroun    | 2015. február 1. 2017. április 26.     |
| 134. | 13. | Segíts magadon (Cowgirls Don't Cry)        | Stefan Scaini  | Mark Haroun    | 2015. február 15. 2017. április 26.    |
| 135. | 14. | Csapatjáték (Riders on the Storm)          | Stefan Scaini  | Ken Craw       | 2015. március 1. 2017. április 27.     |
| 136. | 15. | Szívfogyatkozás (Eclipse of the Heart)     | Norma Bailey   | Ken Craw       | 2015. március 8. 2017. április 27.     |
| 137. | 16. | Színlelés (Faking it)                      | Norma Bailey   | Pamela Pinch   | 2015. március 15. 2017. április 28.    |
| 138. | 17. | Csak Te meg Én (All I Need is You)         | Dean Bennett   | Mark Haroun    | 2015. március 22. 2017. április 28.    |
| 139. | 18. | Kőbe vésve (Written in Stone)              | Dean Bennett   | Heather Conkie | 2015. március 29. 2017. május 1.       |

## 9. évad (2015-2016)
| Sor. | Év. | Cím                                           | Rendező        | Író                | Premier                           |
| ---- | --- | --------------------------------------------- | -------------- | ------------------ | --------------------------------- |
| 140. | 1.  | Szép új világ (Brave New World)               | Bruce McDonald | Heather Conkie     | 2015. október 4. 2017. május 1.   |
| 141. | 2.  | A közös jövőnk (Begin Again)                  | Bruce McDonald | Mark Haroun        | 2015. október 11. 2017. május 2.  |
| 142. | 3.  | Nem hagyjuk magunkat (Riding for a Fall)      | Dean Bennett   | Ken Craw           | 2015. október 18. 2017. május 2.  |
| 143. | 4.  | Földi kötelékek (Ties of the Earth)           | Dean Bennett   | Heather Conkie     | 2015. október 25. 2017. május 3.  |
| 144. | 5.  | Újra nyeregben (Back in the Saddle)           | Chris Potter   | Bonnie Fairweather | 2015. november 1. 2017. május 3.  |
| 145. | 6.  | Mentés (Over and Out)                         | Chris Potter   | Pamela Pinch       | 2015. november 8. 2017. május 4.  |
| 146. | 7.  | Félelem nélkül (Fearless)                     | Dawn Wilkinson | Mark Haroun        | 2015. november 15. 2017. május 4. |
| 147. | 8.  | Mindenki költözik (Reckless Abandon)          | Dawn Wilkinson | Ken Craw           | 2015. november 22. 2017. május 5. |
| 148. | 9.  | Bizalom kérdése (A Matter of Trust)           | Bruce McDonald | Heather Conkie     | 2015. december 6. 2017. május 5.  |
| 149. | 10. | Hajnal előtti sötétség (Darkness Before Dawn) | Bruce McDonald | Heather Conkie     | 2016. január 10. 2017. május 8.   |
| 150. | 11. | Megfelelt (Making the Grade)                  | Gail Harvey    | Pamela Pinch       | 2016. január 17. 2017. május 8.   |
| 151. | 12. | Lovas, vagy sztár (The Real Deal)             | Gail Harvey    | Ken Craw           | 2016. január 24. 2017. május 9.   |
| 152. | 13. | Kockázatok (Risky Business)                   | Eleanore Lindo | Bonnie Fairweather | 2016. február 7. 2017. május 9.   |
| 153. | 14. | Nem akarom megbánni (No Regrets)              | Eleanore Lindo | Bonnie Fairweather | 2016. február 14. 2017. május 10. |
| 154. | 15. | Költözés (Making a Move)                      | Stefan Scaini  | Pamela Pinch       | 2016. február 21. 2017. május 10. |
| 155. | 16. | Pandora szelencéje (Pandora's Box)            | Stefan Scaini  | Ken Craw           | 2016. március 6. 2017. május 11.  |
| 156. | 17. | A szerelem csak egy szó (Love is Just a Word) | Dean Bennett   | Mark Haroun        | 2016. március 13. 2017. május 11. |
| 157. | 18. | Fogadalmak (Resolutions)                      | Dean Bennett   | Heather Conkie     | 2016. március 20. 2017. május 12. |

## 10. évad (2016-2017)
| Sor. | Év. | Cím                                           | Rendező         | Író                | Premier                                |
| ---- | --- | --------------------------------------------- | --------------- | ------------------ | -------------------------------------- |
| 158. | 1.  | Minden megváltozik (There Will Be Changes)    | Bruce McDonald  | Heather Conkie     | 2016. október 2. 2025. augusztus 15.   |
| 159. | 2.  | Csak hogy tudd (You Just Know)                | Bruce McDonald  | Mark Haroun        | 2016. október 9. 2025. augusztus 18.   |
| 160. | 3.  | Új fiú a városban (New Kid in Town)           | Eleanore Lindo  | Ken Craw           | 2016. október 16. 2025. augusztus 19.  |
| 161. | 4.  | Új távlatok (New Horizons)                    | Eleanore Lindo  | Heather Conkie     | 2016. október 23. 2025. augusztus 20.  |
| 162. | 5.  | Bizonyítási kényszer (Something to Prove)     | Ken Filewych    | Mark Haroun        | 2016. október 30. 2025. augusztus 21.  |
| 163. | 6.  | A zöld szemű szörny (The Green-Eyed Monster)  | Pierre Tremblay | Bonnie Fairweather | 2016. november 6. 2025. augusztus 22.  |
| 164. | 7.  | Bizonytalanság (Riding Shotgun)               | Chris Potter    | Pamela Pinch       | 2016. november 13. 2025. augusztus 25. |
| 165. | 8.  | Itt és most (Here and Now)                    | Chris Potter    | Ken Craw           | 2016. november 20. 2025. augusztus 26. |
| 166. | 9.  | A lovas nélküli ló (A Horse With No Rider)    | Dean Bennett    | Heather Conkie     | 2016. december 4. 2025. augusztus 27.  |
| 167. | 10. | Együtt, mégis külön (Together and Apart)      | Dean Bennett    | Heather Conkie     | 2017. január 15. 2025. augusztus 28.   |
| 168. | 11. | Változások (Change of Course)                 | Norma Bailey    | Pamela Pinch       | 2017. január 22. 2025. augusztus 29.   |
| 169. | 12. | A csend hangja (Sound of Silence)             | Norma Bailey    | Ken Craw           | 2017. február 5. 2025. szeptember 1.   |
| 170. | 13. | Otthon, édes otthon (Home Sweet Home)         | Gail Harvey     | Bonnie Fairweather | 2017. február 12. 2025. szeptember 2.  |
| 171. | 14. | Megírva a csillagokban (Written in the Stars) | Gail Harvey     | Mark Haroun        | 2017. február 19. 2025. szeptember 3.  |
| 172. | 15. | Valami baj van (Forest for the Trees)         | Eleanore Lindo  | Ken Craw           | 2017. március 5. 2025. szeptember 4.   |
| 173. | 16. | Hosszú lesz az út (A Long Shot)               | Eleanore Lindo  | Pamela Pinch       | 2017. március 12. 2025. szeptember 5.  |
| 174. | 17. | Az álom (Dreamer)                             | Alison Reid     | Mark Haroun        | 2017. március 19. 2025. szeptember 8.  |
| 175. | 18. | Jövőkép (Greater Expectations)                | Dean Bennett    | Heather Conkie     | 2017. március 26. 2025. szeptember 9.  |

## 11. évad (2017-2018)
| Sor. | Év. | Cím                    | Rendező          | Író                               | Premier              |
| ---- | --- | ---------------------- | ---------------- | --------------------------------- | -------------------- |
| 176. | 1.  | Baby on Board          | Grant Harvey     | Heather Conkie                    | 2017. szeptember 24. |
| 177. | 2.  | Highs and Lows         | Grant Harvey     | Mark Haroun                       | 2017. október 1.     |
| 178. | 3.  | Decision Time          | Eleanore Lindo   | Ken Craw                          | 2017. október 8.     |
| 179. | 4.  | Hard to Say Goodbye    | Eleanore Lindo   | Heather Conkie                    | 2017. október 15.    |
| 180. | 5.  | Measuring Up           | Ken Filewych     | Bonnie Fairweather                | 2017. október 22.    |
| 181. | 6.  | Strange Bedfellows     | Pierre Tremblay  | Pamela Pinch                      | 2017. november 5.    |
| 182. | 7.  | Our Sons and Daughters | Chris Potter     | Mark Haroun                       | 2017. november 12.   |
| 183. | 8.  | Truth Be Told          | Chris Potter     | Ken Craw                          | 2017. november 19.   |
| 184. | 9.  | Challenges             | Bruce McDonald   | Heather Conkie                    | 2017. december 3.    |
| 185. | 10. | A Fine Balance         | Bruce McDonald   | Alexandra Clarke & Heather Conkie | 2018. január 7.      |
| 186. | 11. | Somewhere in Between   | Rachel Leiterman | Mark Haroun                       | 2018. január 14.     |
| 187. | 12. | Out of the Shadow      | Rachel Leiterman | Ken Craw                          | 2018. január 21.     |
| 188. | 13. | Reunion                | Alison Reid      | Alexandra Clarke                  | 2018. január 28.     |
| 189. | 14. | Past Imperfect         | Alison Reid      | Pamela Pinch                      | 2018. február 4.     |
| 190. | 15. | Strength of Bonds      | Rachel Leiterman | Ken Craw                          | 2018. március 11.    |
| 191. | 16. | A Place to Call Home   | Rachel Leiterman | Pamela Pinch                      | 2018. március 18.    |
| 192. | 17. | Doubt                  | Megan Follows    | Mark Haroun                       | 2018. április 1.     |
| 193. | 18. | Naming Day             | Dean Bennett     | Heather Conkie                    | 2018. április 8.     |

## 12. évad (2019)
| Sor. | Év. | Cím                  | Rendező          | Író              | Premier           |
| ---- | --- | -------------------- | ---------------- | ---------------- | ----------------- |
| 194. | 1.  | Dare to Dream        | Chris Potter     | Heather Conkie   | 2019. január 6.   |
| 195. | 2.  | Hearts Run Free      | Chris Potter     | Heather Conkie   | 2019. január 13.  |
| 196. | 3.  | Just Breathe         | Megan Follows    | Ken Craw         | 2019. január 20.  |
| 197. | 4.  | Risk and Reward      | Megan Follows    | Ken Craw         | 2019. január 27.  |
| 198. | 5.  | Change of Heart      | Pierre Trembley  | Pamela Pinch     | 2019. február 10. |
| 199. | 6.  | Diamond in the Rough | Ken Filewych     | Mark Haroun      | 2019. február 17. |
| 200. | 7.  | Running Scared       | Chris Potter     | Ken Craw         | 2019. március 3.  |
| 201. | 8.  | Stress Fractures     | Rachel Leiterman | Alexandra Clarke | 2019. március 10. |
| 202. | 9.  | Long Road Back       | Eleanore Lindo   | Ken Craw         | 2019. március 24. |
| 203. | 10. | All Hearts Lead Home | Eleanore Lindo   | Heather Conkie   | 2019. március 31. |
| 204. | 11. | Room to Grow         | Dean Bennett     | Mark Haroun      | 2019. április 7.  |

## 13. évad (2019)
| Sor. | Év. | Cím                      | Rendező         | Író                               | Premier              |
| ---- | --- | ------------------------ | --------------- | --------------------------------- | -------------------- |
| 205. | 1.  | Snakes and Ladders       | Ken Filewych    | Heather Conkie                    | 2019. szeptember 22. |
| 206. | 2.  | Wild One                 | Pierre Tremblay | Mark Haroun                       | 2019. szeptember 29. |
| 207. | 3.  | Rearview Mirror          | Megan Follows   | Ken Craw                          | 2019. október 6.     |
| 208. | 4.  | The Eye of the Storm     | Megan Follows   | Heather Conkie & Alexandra Clarke | 2019. október 13.    |
| 209. | 5.  | Fairytale                | Eleanore Lindo  | Mark Haroun                       | 2019. október 20.    |
| 210. | 6.  | A Time to Remember       | Eleanore Lindo  | Ken Craw                          | 2019. október 27.    |
| 211. | 7.  | The Art of Trust         | Chris Potter    | Alexandra Clarke                  | 2019. november 3.    |
| 212. | 8.  | Legacy                   | Chris Potter    | Ken Craw                          | 2019. november 10.   |
| 213. | 9.  | Fight or Flight          | Kristin Lehman  | Mark Haroun                       | 2019. november 17.   |
| 214. | 10. | The Passing of the Torch | Dean Bennett    | Heather Conkie                    | 2019. november 24.   |

## 14. évad (2021)
| Sor. | Év. | Cím                   | Rendező         | Író                                | Premier           |
| ---- | --- | --------------------- | --------------- | ---------------------------------- | ----------------- |
| 215. | 1.  | Keep Me in Your Heart | Pierre Tremblay | Heather Conkie                     | 2021. január 10.  |
| 216. | 2.  | The Last Goodbye      | Ken Filewych    | Mark Haroun                        | 2021. január 17.  |
| 217. | 3.  | Making Amends         | Chris Potter    | Heather Conkie és Alexandra Clarke | 2021. január 24.  |
| 218. | 4.  | Through the Smoke     | Chris Potter    | Ken Craw                           | 2021. január 31.  |
| 219. | 5.  | Outsiders             | Winnifred Jong  | Ken Craw                           | 2021. február 14. |
| 220. | 6.  | The New Normal        | Winnifred Jong  | Alexandra Clarke                   | 2021. február 21. |
| 221. | 7.  | Courage               | Jill Carter     | Mark Haroun                        | 2021. február 28. |
| 222. | 8.  | Changing Gears        | Jill Carter     | Ken Craw                           | 2021. március 7.  |
| 223. | 9.  | Find Me in the Dark   | Michelle Morgan | Mark Haroun                        | 2021. március 14. |
| 224. | 10. | Staying the Course    | Dean Bennett    | Heather Conkie                     | 2021. március 21. |

## 15. évad (2021)
| Sor. | Év. | Cím                     | Rendező         | Író                                | Premier            |
| ---- | --- | ----------------------- | --------------- | ---------------------------------- | ------------------ |
| 225. | 1.  | Moving Toward the Light | Pierre Tremblay | Heather Conkie                     | 2021. október 17.  |
| 226. | 2.  | Runaway                 | Ken Filewych    | Mark Haroun                        | 2021. október 24.  |
| 227. | 3.  | Bad Moon Rising         | Chris Potter    | Ken Craw                           | 2021. október 31.  |
| 228. | 4.  | Sins of a Father        | Chris Potter    | Alexandra Clarke                   | 2021. november 7.  |
| 229. | 5.  | Blood and Water         | Kristin Lehman  | Ken Craw                           | 2021. november 14. |
| 230. | 6.  | Happy Ever After        | Kristin Lehman  | Heather Conkie és Alexandra Clarke | 2021. november 21. |
| 231. | 7.  | Bluebird                | Michelle Morgan | Mark Haroun                        | 2021. november 28. |
| 232. | 8.  | Brand New Day           | Michelle Morgan | Ken Craw                           | 2021. december 5.  |
| 233. | 9.  | The Long Game           | Gloria Kim      | Mark Haroun                        | 2021. december 12. |
| 234. | 10. | Leaving a Legacy        | Dean Bennett    | Heather Conkie                     | 2021. december 19. |

## 16. évad (2022-2023)
| Sor. | Év. | Cím                      | Rendező          | Író                               | Premier            |
| ---- | --- | ------------------------ | ---------------- | --------------------------------- | ------------------ |
| 235. | 1.  | Something's Got to Give  | Ken Filewych     | Heather Conkie                    | 2022. október 2.   |
| 236. | 2.  | Changes                  | Ken Filewych     | Mark Haroun                       | 2022. október 9.   |
| 237. | 3.  | On the Ropes             | Pierre Tremblay  | Ken Craw                          | 2022. október 16.  |
| 238. | 4.  | Spark to Flame           | Chris Potter     | Alexandra Clarke                  | 2022. október 23.  |
| 239. | 5.  | Higher Ground            | Kristin Lehman   | Heather Conkie                    | 2022. október 30.  |
| 240. | 6.  | Into the Wild            | Kristin Lehman   | Alexandra Clarke                  | 2022. november 6.  |
| 241. | 7.  | Vigil                    | Gloria Kim       | Mark Haroun                       | 2022. november 13. |
| 242. | 8.  | Running Down a Dream     | Gloria Kim       | Ken Craw                          | 2022. november 20. |
| 243. | 9.  | True Colours, New Tricks | Melanie Scrofano | Caitlin D. Fryers                 | 2022. november 27. |
| 244. | 10. | Lurking in the Shadows   | Michelle Morgan  | Ken Craw                          | 2022. december 4.  |
| 245. | 11. | Head Over Heels          | Madison Thomas   | Caitlin D. Fryers és Adam Hussein | 2023. január 8.    |
| 246. | 12. | Memory                   | Madison Thomas   | Mark Haroun                       | 2023. január 15.   |
| 247. | 13. | Striking a Balance       | Chris Potter     | Ken Craw                          | 2023. január 22.   |
| 248. | 14. | Learning to Fly          | Chris Potter     | Alexandra Clarke                  | 2023. január 29.   |
| 249. | 15. | A Light in the Dark      | Dean Bennett     | Heather Conkie                    | 2023. február 5.   |

## 17. évad (2023)
| Sor. | Év. | Cím                    | Rendező         | Író                         | Premier            |
| ---- | --- | ---------------------- | --------------- | --------------------------- | ------------------ |
| 250. | 1.  | The Path Less Traveled | Dean Bennett    | Mark Haroun                 | 2023. október 1.   |
| 251. | 2.  | Taking the Reins       | Ken Filewych    | Ken Craw                    | 2023. október 8.   |
| 252. | 3.  | The Heart Wants        | Chris Potter    | Caitlin D. Fryers           | 2023. október 15.  |
| 253. | 4.  | A Piece Apart          | Chris Potter    | Alexandra Clarke            | 2023. október 22.  |
| 254. | 5.  | How to Say Goodbye     | Michelle Morgan | Heather Conkie              | 2023. október 29.  |
| 255. | 6.  | Heat of the Moment     | Michelle Morgan | Ken Craw                    | 2023. november 5.  |
| 256. | 7.  | Unknown Caller         | Kristin Lehman  | Caitlin D. Fryers           | 2023. november 12. |
| 257. | 8.  | Harmony                | Kristin Lehman  | Mark Haroun és Adam Hussein | 2023. november 19. |
| 258. | 9.  | Fear is a Liar         | Madison Thomas  | Ken Craw                    | 2023. november 26. |
| 259. | 10. | Just the Beginning     | Dean Bennett    | Mark Haroun                 | 2023. december 3.  |

## 18. évad (2024)
| Sor. | Év. | Cím                           | Rendező          | Író                               | Premier            |
| ---- | --- | ----------------------------- | ---------------- | --------------------------------- | ------------------ |
| 260. | 1.  | True Grit                     | Dean Bennett     | Mark Haroun                       | 2024. október 6.   |
| 261. | 2.  | Bird's Eye View               | Ken Filewych     | Ken Craw                          | 2024. október 13.  |
| 262. | 3.  | You Can Lead a Horse to Water | Chris Potter     | Caitlin D. Fryers                 | 2024. október 20.  |
| 263. | 4.  | Into the Unknown              | Chris Potter     | Adam Hussein                      | 2024. október 27.  |
| 264. | 5.  | Fork in the Road              | Michelle Morgan  | Ken Craw                          | 2024. november 3.  |
| 265. | 6.  | Sisters                       | Michelle Morgan  | Mika Collins                      | 2024. november 10. |
| 266. | 7.  | World on a String             | Melanie Scrofano | Caitlin D. Fryers                 | 2024. november 17. |
| 267. | 8.  | Throwing Your Hat in the Ring | Melanie Scrofano | Ken Craw                          | 2024. november 24. |
| 268. | 9.  | Leave No Trace                | Cazhhmere Downey | Caitlin D. Fryers és Mika Collins | 2024. december 1.  |
| 269. | 10. | Open House                    | Dean Bennett     | Mark Haroun                       | 2024. december 8.  |